# 王方名
王方名（1911年—1985年9月3日），四川渠县人，逻辑学家，中国人民大学教授。作家王小波之父。

## 生平经历
早年在川北嘉陵高中读书时因曾赴苏区参观并发表过同情中共的言论而遭学校开除，1934年得人帮助转学到重庆川东师范就读。1935年在校时参加中共影响下的抗日救国学生运动，是当时重庆学联骨干，擅长文字并能绘画刻印，负责学联的宣传与组织工作。1937年夏天在川师毕业后就职于万县民众教育馆，其时即筹备赴延安参加抗日。
1938年初，与陈寄宇、周极明、李成之、李新、罗义淮、胡其谦结伴从万县出发徒步赴延安，入陕北公学，加入中国共产党。毕业后即在陕北公学旬邑分校任学员队指导员。1939年春调入抗大，随抗大一分校从陕北开进敌占区，先后在晋东南、鲁南和胶东的抗大分校任指导员和政教组长，以后又在胶东公学任副校长。后因患病而转入胶东地方工作。1949年后任山东省教育厅督察。后又调到中央高教部任政治教育专员。
1952在高教部进行“三反”的运动中响应号召给领导提意见，反引起部领导极度不满，趁其父在家乡被划为“恶霸地主”之机，竟对王方名处以政治极刑，即作为“阶级异己分子”开除党籍，撤除职务。蒙冤后在中国人民大学附属工农速成中学当教师，后因李新之助得以调到中国人民大学逻辑学教研室任教。此一冤案在其后政治运动频仍的二十八年中不得湔雪，直到“文革”之后的1979年，当年主办此案的两领导钱俊瑞和安子文分别签署意见，说明从前的批示有错、应予撤销，然后方由中组部给予彻底平反恢复党籍。
平反后调到新成立的北京市社会科学院任研究员。
1985年9月3日下午，夫人宋华到人民大会堂参加纪念抗战胜利四十周年大会，王方名面对电视机中直播的大会实况，独倚床栏溘然长逝。

## 学术思想
王方名一生在学习和思考上勤奋用功，语文基础甚好，富有各种知识。
在人大任教时致力于逻辑学研究，认为当时苏联和中国以马克思主义为指导研究逻辑学的学者们以为逻辑学也有“阶级性”的观点站不住脚。对此，他的基本观点是：一、如同语言学一样，形式逻辑不能被划归于哪一阶级；二、形式逻辑与辩证逻辑并无高低之分，更不能强相对立。在论争中与王方名想法一致的有周谷城，而当时二人正巧都不是共产党员。但他的精湛论述引起了毛泽东的注意，特意请二人谈话，并便宴招待，鼓励他们继续深入研究。（但毛的接见并未使王方名的政治处境得到改善。）
在政治沉冤终于得到昭雪时，人生大好时光已过，王方名的许多研究材料经过“文革”政治运动已经难以索回。“文革”后期，他对友人说起“唯物论”和“辩证法”在中国长期被滥用和曲解，应当拨乱反正。“文革”后，他曾经试图建立对人类思维科学的研究课题，可惜为时已晚，遗恨叠加，终致使精神也难以支撑。
“知识分子最怕生活在不理智的年代。”——王小波《知识分子的不幸》